# Walter Mahlendorf
Walter Mahlendorf (Sarstedt, 4 januari 1935) is een Duits voormalig atleet.

## Biografie
In 1958 werd Mahlendorf met de Duitse ploeg Europees kampioen op de 4x100 meter estafette.
Tijdens de Olympische Zomerspelen 1960 won Mahlendorf op de 4x100 meter olympisch kampioen nadat de Amerikaanse ploeg werd gediskwalificeerd.

## Titels
- Europees kampioen 4 x 100 m - 1958
- Olympisch kampioen 4 x 100 m - 1960

## Persoonlijke records
| Onderdeel | Prestatie | Jaar |
| --------- | --------- | ---- |
| 100 m     | 10,4 s    | 1958 |

## Palmares

### 100 m
- 1960: Series OS - 10,8 s

### 4 x 100 m
- 1958:  EK - 40,2 s
- 1960:  OS - 39,5 s

1912: Jacobs, Macintosh, d'Arcy, Applegarth ·
1920: Paddock, Scholz, Murchison, Kirksey ·
1924: Clarke, Hussey, Leconey, Murchison ·
1928: Wykoff, Quinn, Borah, Russell ·
1932: Kiesel, Toppino, Dyer, Wykoff ·
1936: Owens, Metcalfe, Draper, Wykoff ·
1948: Ewell, Wright, Dillard, Patton ·
1952: Smith, Dillard, Remigino, Stanfield ·
1956: Murchison, King, Baker, Morrow ·
1960: Cullmann, Hary, Mahlendorf, Lauer ·
1964: Drayton, Ashworth, Stebbins, Hayes ·
1968: Greene, Pender, Smith, Hines ·
1972: Black, Taylor, Tinker, Hart ·
1976: Glance, Jones, Hampton, Riddick ·
1980: Moeravjov, Sidorov, Prokofjev, Aksinin ·
1984: Graddy, Brown, Smith, Lewis ·
1988: Bryzgin, Krylov, Moeravjov, Savin ·
1992: Marsh, Burrell, Mitchell, Lewis ·
1996: Esmie, Gilbert, Surin, Bailey ·
2000: Drummond, Williams, Lewis, Greene ·
2004: Gardener, Campbell, Devonish, Lewis-Francis ·
2008: Bledman, Burns, Callender, Thompson ·
2012: Carter, Frater, Blake, Bolt ·
2016: Powell, Blake, Ashmeade, Bolt ·
2020: Desalu, Jacobs, Patta, Tortu ·
2024: Brown, Blake, Rodney, De Grasse
- Gemeinsame Normdatei: 103507091X
- International Standard Name Identifier: 0000 0004 0848 2155
- Virtual International Authority File: 301204903